# NGC 1477
NGC 1477 è una lontana galassia ellittica situata nella costellazione dell'Eridano, a una distanza di circa 470 milioni di anni luce dalla nostra Via Lattea.

## Scoperta
La galassia è stata scoperta nel 1886 dall'astronomo statunitense Ormond Stone.

## Descrizione
NGC 1477 è una radiogalassia a spettro continuo (Flat-Spectrum Radio Source).